# Kurpfalz-Park
Koordinaten: 49° 24′ 35″ N, 8° 6′ 21″ O
Der Kurpfalz-Park ist ein Freizeit- und Wildpark auf der Waldgemarkung der pfälzischen Landstadt Wachenheim im Landkreis Bad Dürkheim (Rheinland-Pfalz).

## Geographie
Der 700.000 m² (70 Hektar) große Park liegt in der Mittelgebirgslandschaft des mittleren Pfälzerwalds auf rund 300 m ü. NHN beim Forsthaus Rotsteig inmitten des Straßendreiecks, das die Bundesstraßen 37 (im Nordwesten), 39 (im Südwesten) und 271 (im Osten) bilden. Die Zufahrt über die Kreisstraße 16 ist von der B 271 aus ab Wachenheim (8 km) ausgeschildert, von der B 39 aus ab Lindenberg (4,5 km).
Durch den Park fließt der Mußbach, der wie der Bach vom Seekopf, sein etwa 800 m langer linker Zufluss, dort einige kleine Stauweiher speist. Die von den Gewässern aus leicht ansteigende Parkfläche ist von mäßig hohen Erhebungen umgeben. Der mit 531,8 m höchste Berg, der Seekopf, liegt im Norden, dann folgen im Uhrzeigersinn der Rothsteiger Kopf (388,8 m), der Zimmerberg (436,1 m) und der Taubenrux (471,5 m).

## Geschichte
Der Kurpfalz-Park nahm seinen Betrieb 1970 zunächst als Hochwild-Schutzpark auf. Nach und nach wurde das Areal für den Freizeitparkbereich vergrößert, die dazu notwendige Waldfläche von der Stadt Wachenheim gepachtet.
Nach der Insolvenz der Betreibergruppe Schulte-Wrede im Jahr 2005 und fünfmonatiger Schließung übernahmen der vorherige Parkleiter Peter Braun sowie Andreas Teipelmann den Park und führen ihn seitdem fort. Sie sind geschäftsführende Gesellschafter der B&T Kurpfalz-Park GmbH, der das Unternehmen gehört. Die Verantwortungsbereiche sind aufgeteilt in Marketing und Gastronomie (Braun) sowie Technik (Teipelmann).

## Anlage
Im langjährigen Schnitt besuchen den Kurpfalz-Park jährlich zwischen rund 100.000 und 150.000 Besucher. Wild und Natur näherbringen wollen Wildgehege, Wildlehrschau, Greifvogel-Flugschau und Waldlehrpfad. Auch ein spezieller Schulservice für Lehrer und Erzieher wird angeboten.
Der Außenbereich des Forsthauses am Eingang ist als Biergarten gestaltet. Für die Familienfreundlichkeit, mit welcher der Park wirbt, steht das Symbol des Wutzels. Der pfälzische Ausdruck für Schweinchen bezieht sich auf eine kostümierte Wildschweinfigur, die für kindgerechte Informationen zuständig ist.
Zur Kinderwelt gehören die Kletteranlage „Piratennest“ sowie ein Abenteuerspielplatz, ein Irrgarten, ein Streichelzoo, ein Puppentheater und eine Spielburg. Darüber hinaus dienen zur Unterhaltung die Freifall-, Wellen-, Röhrenrutschen, die „Kurpfalz-Coaster“, die „Rotsteigflitzer“ auf der 600 m langen Sommerrodelbahn, ein Kettenkarussell, der Schwebesessellift, die „Bumperboats“ und die Schwanen-Tretboote auf einem kleinen Stausee.

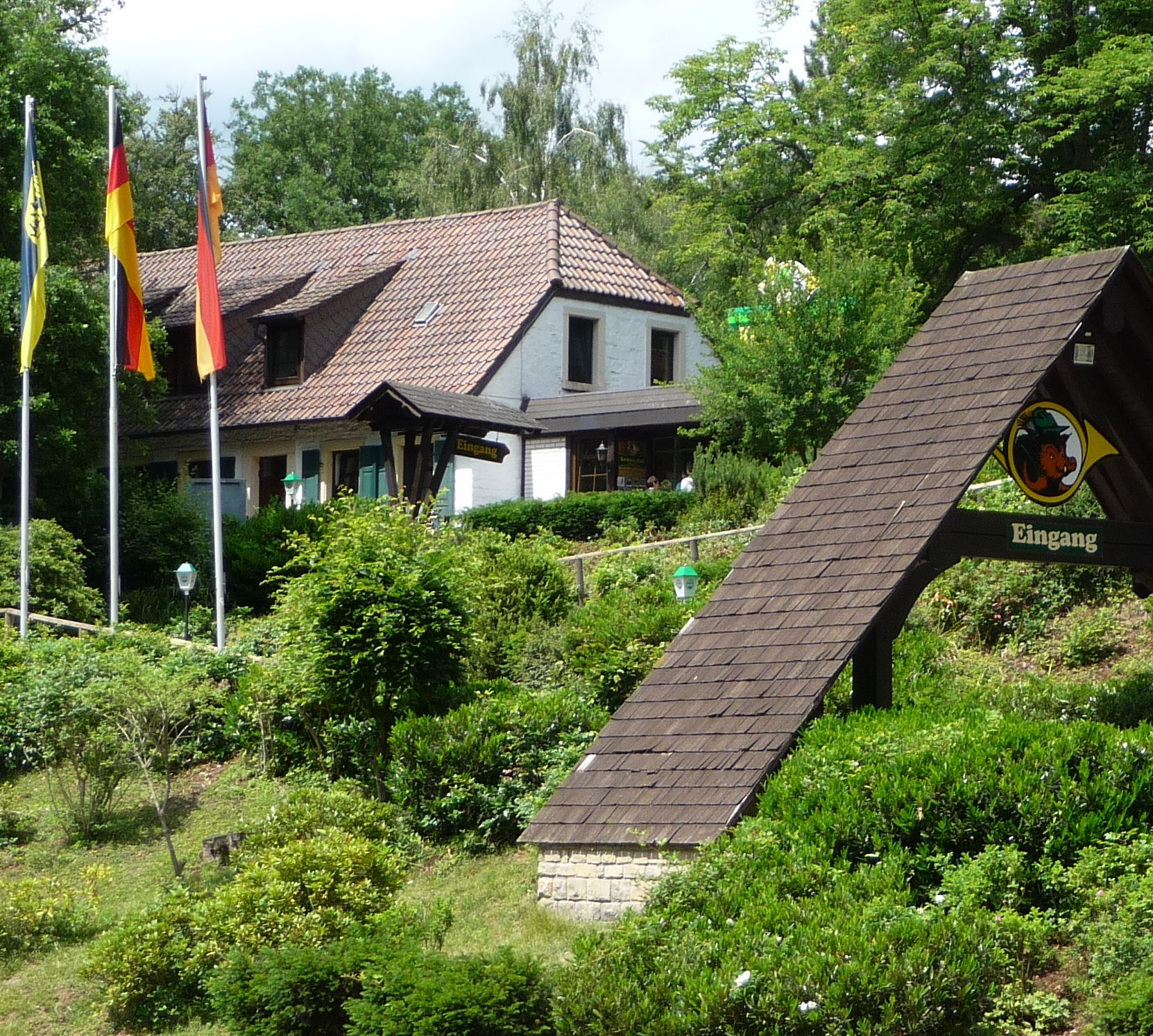
Forsthaus Rotsteig am Eingang
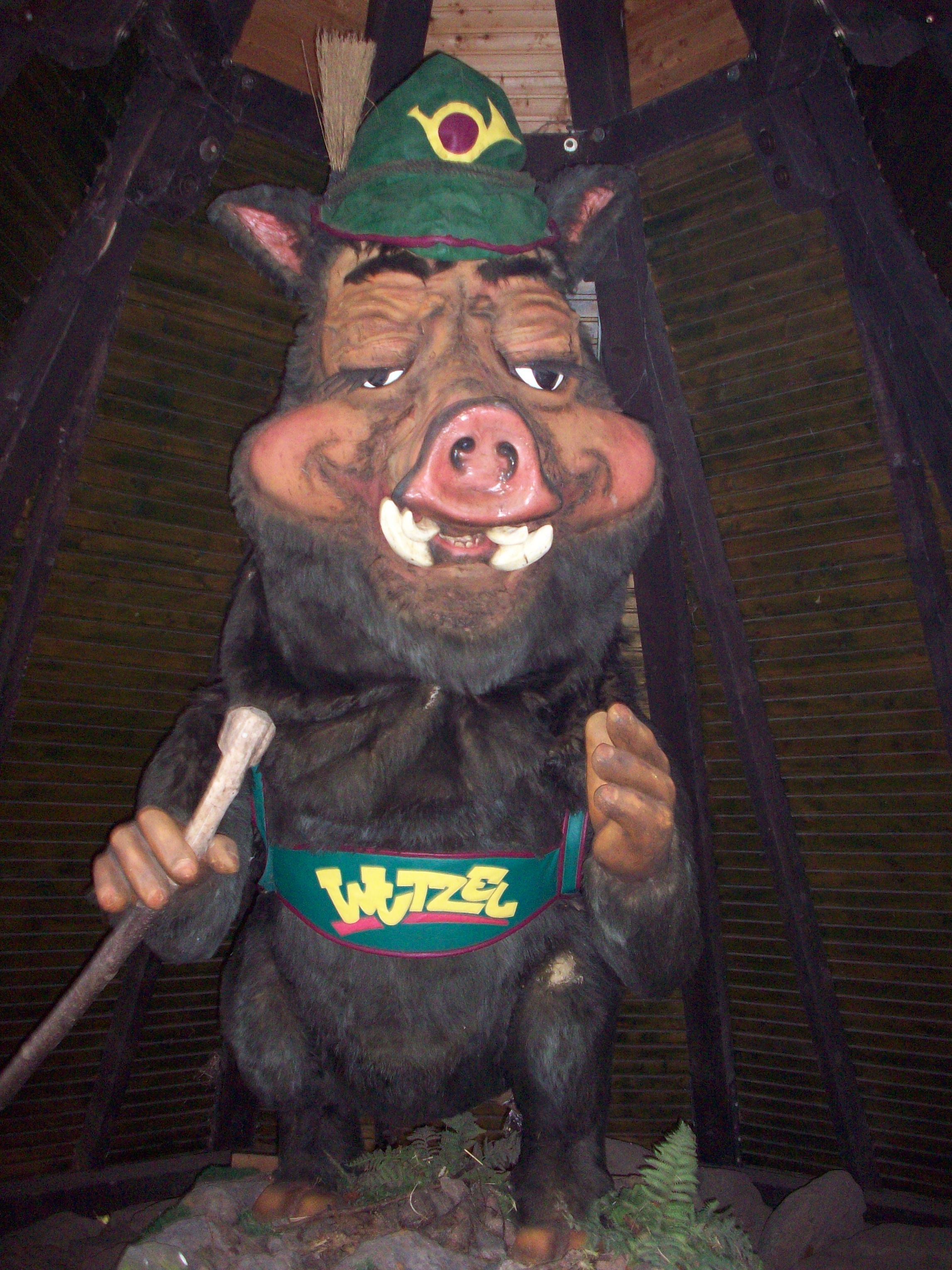
Wahrzeichen des Parks: das Wutzel
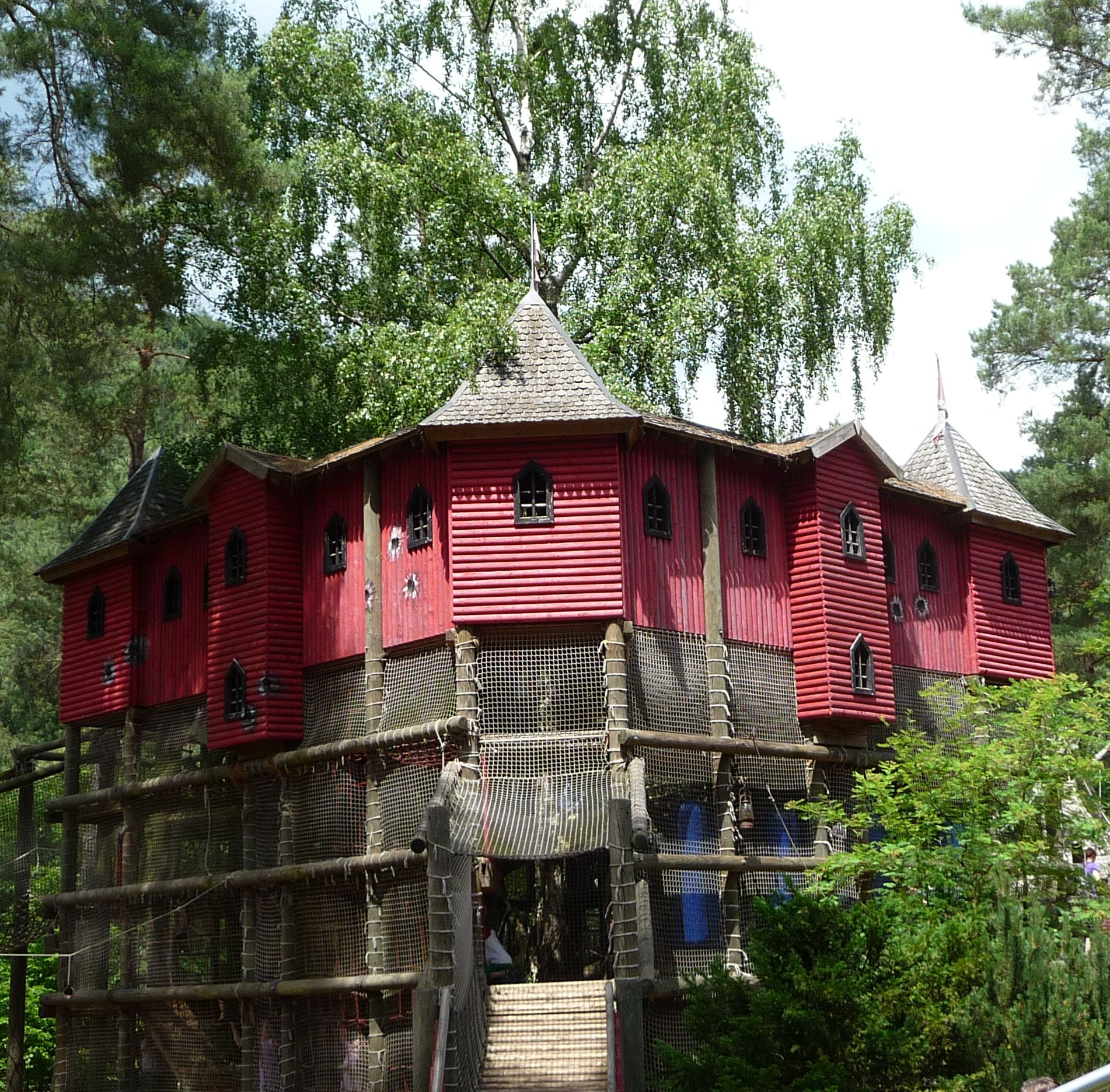
Kletteranlage „Piratennest“
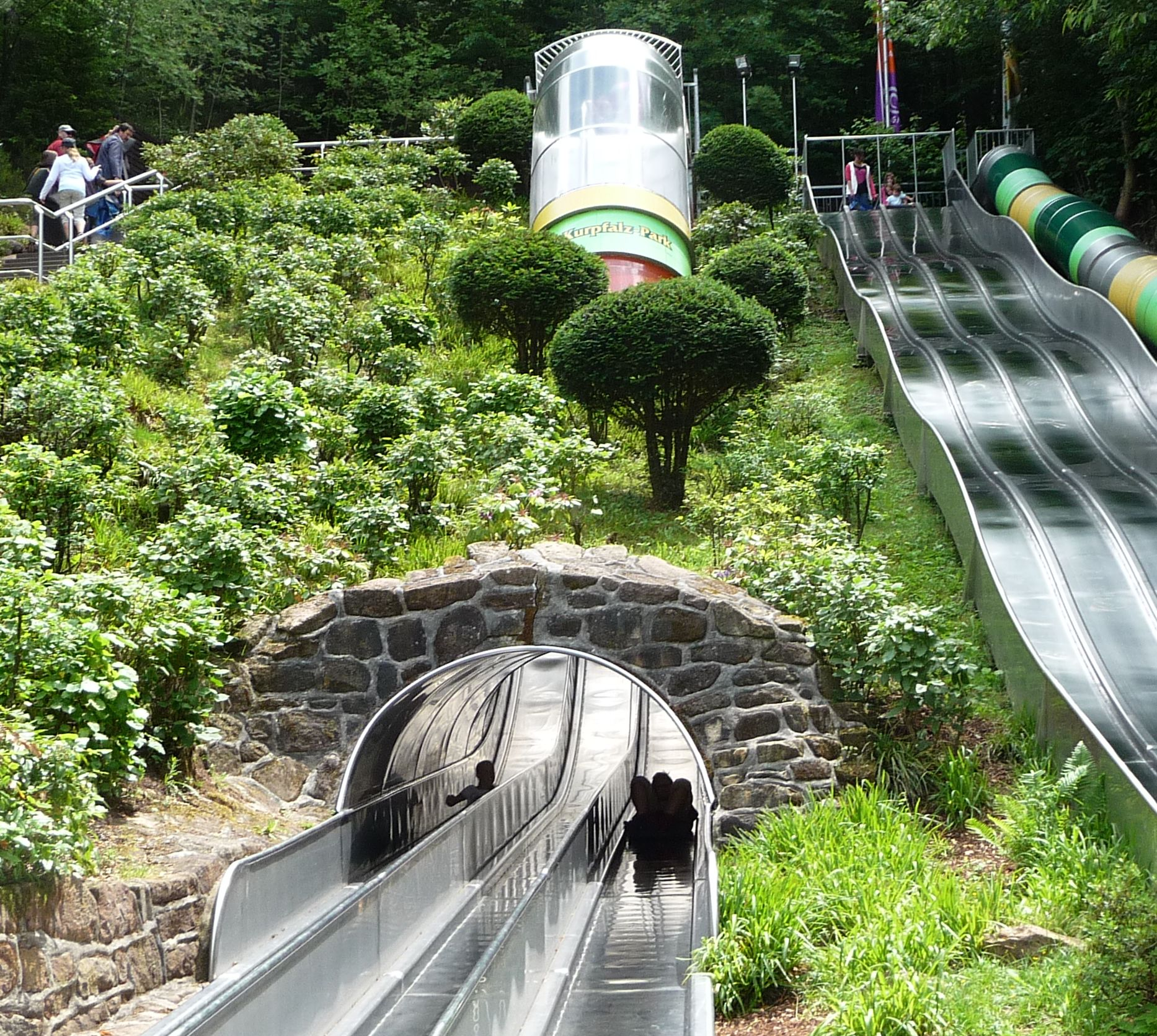
Freifall-, Wellen- und Röhrenrutsche
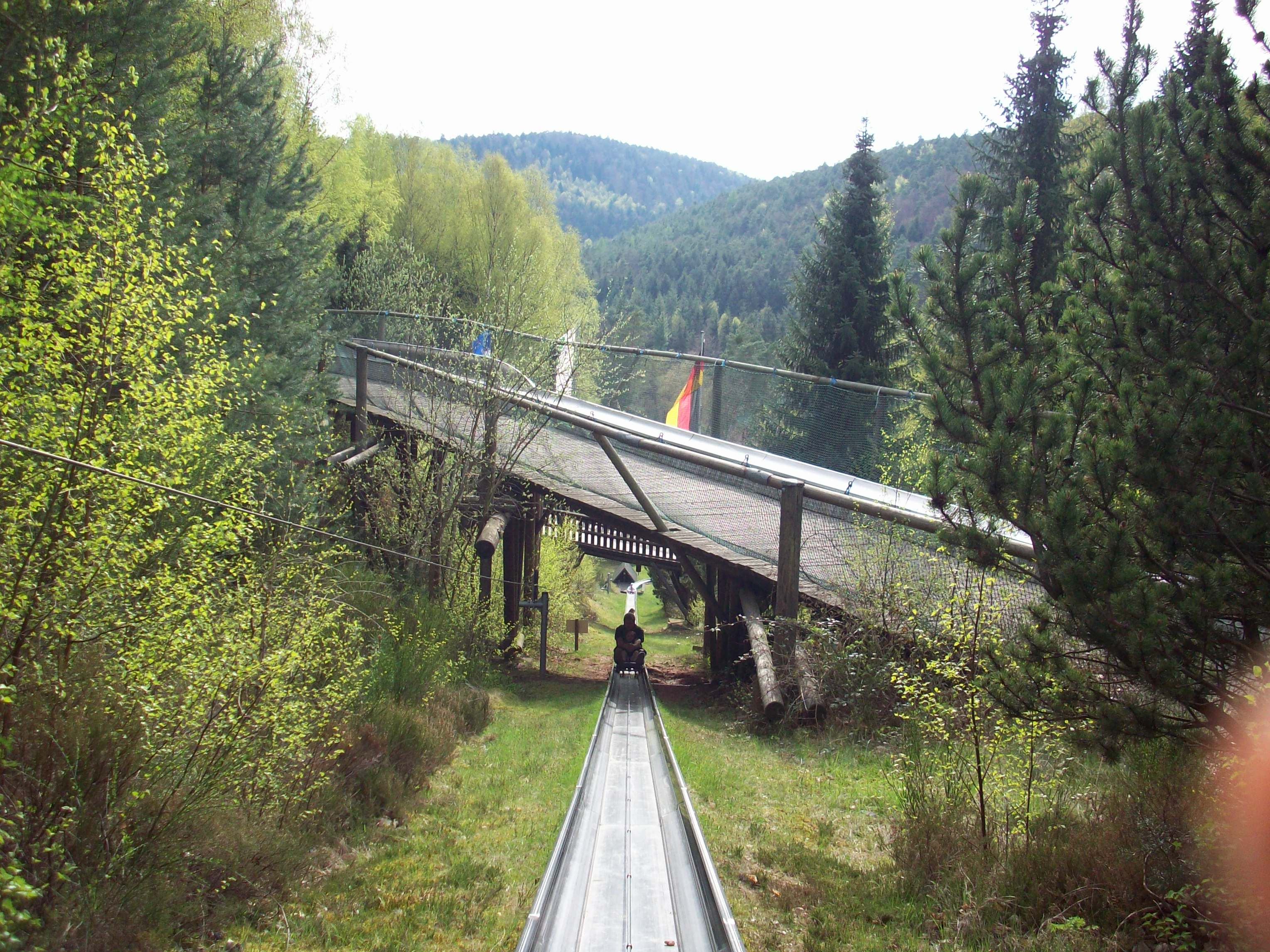
Sommerrodelbahn
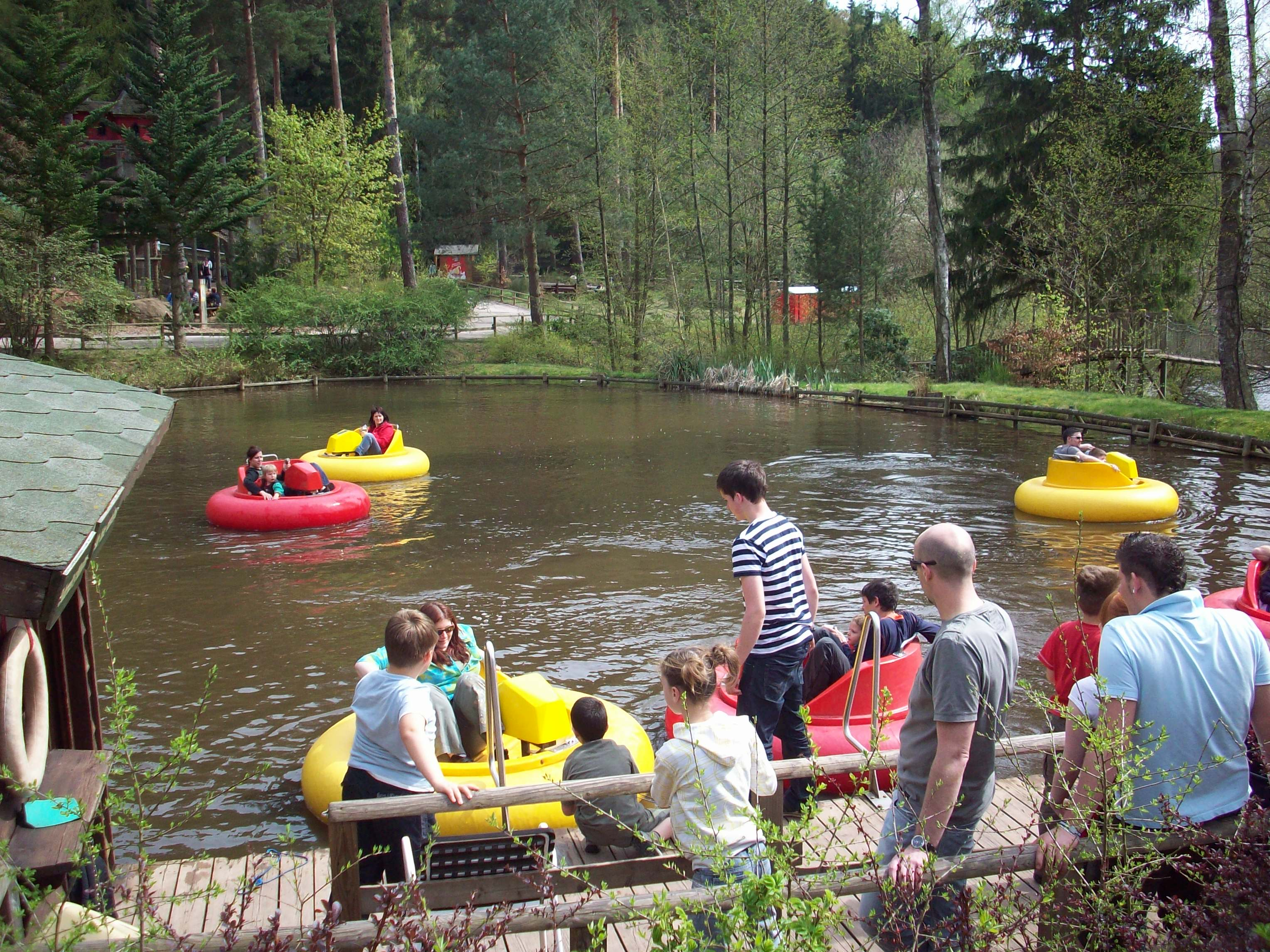
Bumperboats
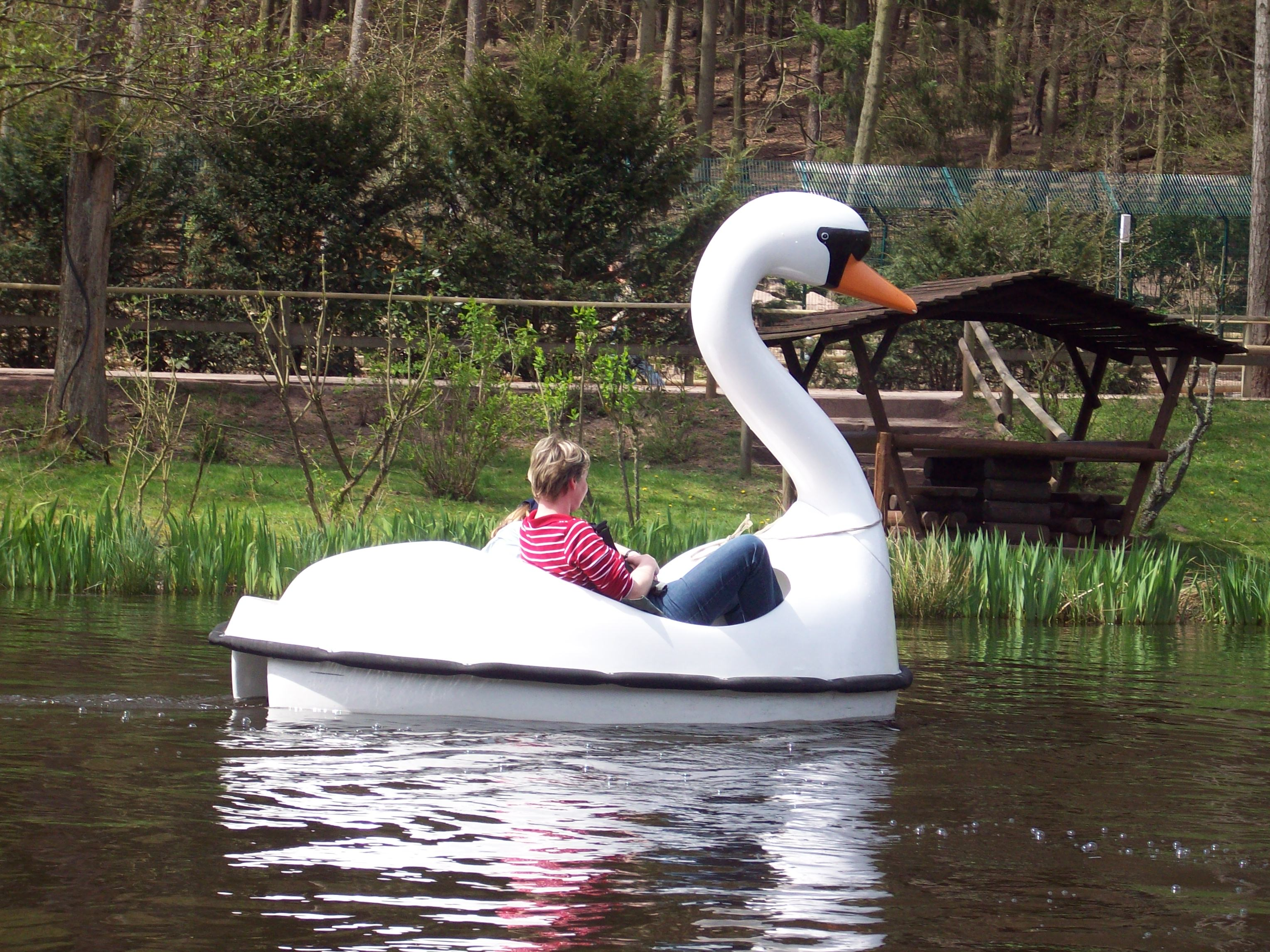
Schwanen-Tretboote